# Barbara Kjellström
Barbara Ann-Christine Kjellström, född 25 augusti 1965 i Stockholm, är en svensk författare, civilekonom, grafisk formgivare och samtalscoach.

## Biografi
Kjellström växte upp i Stockholm och gick 1984 ut från treårig ekonomisk linje på gymnasiet. Därefter utbildade hon sig till grafisk formgivare och tog ekonomisk examen, med inriktning marknadsföring, vid Stockholms universitet. Kjellström är diplomerad samtalscoach i psykosyntes (Huma Nova) och handledare i sorgbearbetning (Svenska institutet för sorgbearbetning). Kjellström innehar stol 25 i Fåröakademien. Tillsammans med författaren Harald Kjellström driver hon Effektum förlag.

### Författarskap
Kjellström debuterade 2013 som författare med boken När det inte blev som du tänkt dig – Om missfall, sorg och att våga igen. Boken uppmärksammades i media för sitt ämne om förlorad graviditet och sorgbearbetning. Hon har sedan fortsatt att skriva om missfall. Boken hade sitt ursprung i flera egna missfall.
Barbara och Harald Kjellström har skrivit barnböckerna om hunden Frasse och ungdomsserien om Cosmo & Evil. Barbara Kjellström debuterade 2017 som illustratör då hon skrev barnboken Linnea & Lukas – Lönnfacket.
Ett genomgående tema i Kjellströms författarskap är en inriktning på läsning och lärande.

### Familj
Kjellström är gift med författaren Harald Kjellström (född 1962), de har ett barn (född 2002) tillsammans. Paret bodde tidigare i Herrängen, men flyttade sommaren 2018 till Stallarholmen. Kjellström har två barn från en tidigare relation.

## Priser och utmärkelser
I februari 2014 fick Barbara Kjellström Kulturrådets litteraturstöd för facklitteratur för boken När det inte blev som du tänkt dig – Om missfall, sorg och att våga igen. I augusti 2017 fick Barbara och Harald Kjellströms ungdomsbok Cosmo Kulturrådets litteraturstöd för barn- och ungdomsböcker.